# Zyxomma obtusum
Zyxomma obtusum – gatunek ważki z rodziny ważkowatych (Libellulidae). Występuje na Archipelagu Malajskim, Półwyspie Malajskim, w Tajwanie (na głównej wyspie oraz wyspach Lan Yu i Lü Dao); stwierdzono go także na należących do Japonii wyspach Daitō-shotō oraz na należącej do Indii wyspie Wielki Nikobar.